# Escaudain

Escaudain este o comună în departamentul Nord, Franța. În 2009 avea o populație de 9133 de locuitori.